# Munktorps församling
Munktorps församling var en församling i Västerås stift och i Köpings kommun i Västmanlands län. Församlingen uppgick 2010 i Köpingsbygdens församling.

## Administrativ historik
Församlingen har medeltida ursprung. 
Församlingen utgjorde till 1962 ett eget pastorat för att därefter till 2010 vara moderförsamling i pastoratet Munktorp och Odensvi. Församlingen uppgick 2010 i Köpingsbygdens församling.

## Organister
Lista över organister i Munktorps församling.
| Verksam   | Namn                    | Levnadstid | Övrigt             |
| --------- | ----------------------- | ---------- | ------------------ |
| 1672      | Olof                    |            |                    |
| 1691-1703 | Erik Trana              | -1735      |                    |
| 1735-1739 | Anders Mihlbärg         | -1739      |                    |
| 1740-1753 | Carl Chistian Ahlbreckt | 1717-1753  |                    |
| 1755-1808 | Pehr Benander           | 1731-1808  |                    |
| 1809-1838 | Johan Erik Thunmark     | 1799-      |                    |
| 1838-1849 | Per Bergmark            | 1818-      |                    |
| 1850-1874 | Anders Petter Halldén   | 1812-1881  | Även orgelbyggare. |
| 1874-1920 | Erik Johan Karlsson     | 1846-      |                    |
| 1920-1951 | Enoc Steninger          | 1894-1951  |                    |
| 1951-     | Anders Edvard Svedberg  | 1903-      |                    |

## Kyrkor
- Munktorps kyrka